# Родригес, Маса
Мария де лос Анхелес (Маса) Родригес Суарес (исп. María de los Ángeles (Masa) Rodríguez Suárez; род. 12 апреля 1957, Хихон, Овьедо) — испанская хоккеистка на траве, полевой игрок. Олимпийская чемпионка 1992 года.

## Биография
Маса Родригес родилась 12 апреля 1957 года в испанском городе Хихон.
Играла в хоккей на траве за мадридский «Атлетико».
В 1990 году в составе женской сборной Испании участвовала в чемпионате мира в Сиднее, где испанки заняли 5-е место.
В 1992 году вошла в состав женской сборной Испании по хоккею на траве на летних Олимпийских играх в Барселоне и завоевала золотую медаль. Играла в поле, провела 5 матчей, мячей не забивала.
Впоследствии работала учителем. В течение 22 лет трудилась в двуязычной школе «Царство Сердца Иисуса» в Мадриде. В 2021 году ушла на пенсию.